# 曾坪站
曾坪站（：／ Jeungpyeong yeok */?）是忠北線沿線的一座鐵路車站，位於韓國忠清北道曾坪郡曾坪邑，有無窮花號列車停靠。

## 車站結構
站體為2面4線的雙島式月台，目前僅使用內側兩面月台。

### 月台配置
| ↑ 清州機場      |
| ４３ \| ２１ \| |
| 陰城 ↓          |

| 月台 | 路線   | 車種     | 目的地            |
| ---- | ------ | -------- | ----------------- |
| 1    | 忠北線 | 無窮花號 | 不使用            |
| 2    | 忠北線 | 無窮花號 | 往 忠州、堤川方向 |
| 3    | 忠北線 | 無窮花號 | 往 大田、首爾方向 |
| 4    | 忠北線 | 無窮花號 | 不使用            |

## 历史
- 1928年12月25日：落成使用，当时称为清安站。
- 1945年10月1日：改為現名。

## 相鄰車站
韓國鐵道公社
忠北線
內秀－曾坪－道安